# Самусь Анатолій Федорович
Анато́лій Фе́дорович Саму́сь (нар. 17 жовтня 1930, Кегичівка — пом. невідомо) — український радянський скульптор; член Спілки радянських художників України. Лауреат Луганської обласної премії Ленінського комсомолу імені «Молодої гвардії».

## Біографія
Народився 17 жовтня 1930 року у селі Кегичівці (нині селище міського типу Красноградського району Харківської області, Україна). 1954 року закінчив Ворошиловградське художнє училище; 1961 року Харківський художній інститут, де навчався зокрема у Григорія Бондаренка, Миколи Рябініна.
Жив у Ворошиловграді, в будинку на вулиці Надрічковій, № 13.

## Творчість
Працював у галузі станкової і монументальної скульптури. Серед робіт:
станкова скульптура
- портрет шахтаря О. Боборикіна (1960, бронза, граніт);
- «Катюша» (1965, бронза, дерево);
- композиція «Визволення» (1965, бетон);
- потрет молодогвардійця Радія Юркіна (1966, бронза; Луганський художній музей)[1];
- «Партизани» (1967, склобетон);
- портрет партизана В. Марченка  (Луганський художній музей)[1];
- «Агроном Альошкіна» (Луганський художній музей)[1];

монументальна скульптура
- меморіальний ансамбль на могилі молодогвардійців у Сорокиному (1963-1965, бронза, граніт; у співавторстві з Петром Кізієвим, Олександром Редькіним та Георгієм Головченком);
- обеліск героям війни у Луганську (1965, граніт, нержавіюча сталь, алюміній; у співавторстві з Петром Кізієвим, Олександром Редькіним);
- меморіальна композиція на могилі загиблих воїнів у німецько-радянській війні в Брянці (1966, у співавторстві з Петром Кізієвим, Олександром Редькіним);
- пам'ятник Володимиру Леніну в Лутугиному[2];
- погруддя Володимира Леніна в Нижньотеплому[2].

Брав участь у республіканських виставках з 1960 року.